# 大作主義
大作主義（たいさくしゅぎ）は、アメリカ合衆国において1950年代から1960年代にかけて起った、映画製作の流行のこと。歴史を題材とした作品が多く、膨大な費用、著名な俳優（スター）の大々的な登用、長い上映期間という特徴を持つ。
セシル・B・デミルの『十戒』（1956年）を出発点とし、ジョセフ・L・マンキウィッツの『クレオパトラ』（1963年）を一つの頂点とする。『クレオパトラ』は当時の金額で宣伝費等を含めると数十億円程度が投入されたと言われ、今日の金額に換算すると数百億円以上に相当すると思われる。
サミュエル・ブロンストンは幾つもの大作主義の作品を創り上げその名を上げた名物映画プロデューサーだったが、必ずしも全ての作品で成功を収めたわけではなく、結局大きな借財を残したままハリウッドから立ち去ってしまった。

## 主な大作主義の作品
- 『ベン・ハー』（ウィリアム・ワイラー、1959年）
- 『偉大な生涯の物語』（ジョージ・スティーヴンス、1965年）
- 『スパルタカス』（スタンリー・キューブリック、1960年）
- サミュエル・ブロンストンの制作作品
  - 『エル・シド』（アンソニー・マン、1961年）
  - 『キング・オブ・キングス』（ニコラス・レイ、1961年）
  - 『ローマ帝国の滅亡』（アンソニー・マン、1964年）
  - 『北京の55日』（ニコラス・レイ、1964年）

## ゲームへの転用
大作主義という言葉はコンピューターゲーム制作の手法についても用いられる。上記の映画における大作主義同様、膨大な費用とスタッフを投じて制作されるものを指す。
特にゲームの場合、既に人気を得ている作品の続編が大作主義に則って作られることが多い。また3DCGによるムービーシーンの多用やゲーム雑誌と組んでの大々的な宣伝も特徴として指摘できる。